# Batalha de Fleurus
A Batalha de Fleurus foi um conflito da Guerra dos Trinta Anos lutado no dia 29 de Agosto de 1622 perto de Fleurus na atual Bélgica.  O exército espanhol enfrentou as forças Protestantes do exército Império Sacro Romano-Germânico e o resultado foi uma vitória esmagadora espanhola apesar do equilíbrio de forças.

## A campanha
Após falhar em libertar Heidelberg, cercada pelo exército de Tilly, Frederico V, Eleitor Palatino, decidiu por dispensar seu exército.  Em 13 de Julho de 1622 o contrato foi cancelado e o exército desempregado de Graf von Mansfeld e Christian de Brunswick foram contratados pelos holandeses para ajudá-los a libertar o cerco de Bergen-op-Zoom.
O exército protestante  partiu da Alsácia e em marcha rápida atravessou o norte da França, entrando nos Países Baixos Espanhóis através do Condado de Hainaut.
O exército espanhol em Flandres, sob o comando de Ambrosio Spinola, enfrentou o cerco de Bergen-op-Zoom, uma cidade no estuário do Rio Escalda, que estava numa posição perigosa; enquanto um exército de libertação holandês estava sendo montado ao leste de Breda atacou pelo Sul.
Ele estava perigosamente preso entre dois exércitos inimigos, e sua linha de retirada para a Antuérpia bloqueada pelo exército alemão invasor. Gonzalo Fernandez de Cordoba, comandante do exército espanhol no Palatinato, foi reconvocado às pressas para parar aquele exército. Córdoba marchou através de Luxemburgo e no difícil terrenos de Ardenas, e estava apto a interceptar Mansfeld e Brunswick na fronteira de Brabante do Norte.
O exército protestanto avançou a guarda para encontrar os batedores da cavalaria espanhola em 27 de Agosto e no dia 29 eles encontraram o exército de Córdoba entrincheirado. Córdoba, com muitos poucos cavaleiros, assumiu uma posição de bloqueio ao norte da cidade de Mellet, perto de Flandres, com os flancos apoiados pela floresta.  Os comandantes protestantes posicionaram seu exército para irromper a posição espanhola.

## A Batalha
Após uma breve canhonada, Mansfeld ordenou um avanço geral de suas tropas. Algumas lacunas foram abertas na pouco experiente infantaria alemã, e De Sylva atacou o flanco exposto, afugentando um batalhão. Entretanto, Streiff contra-atacou, a cavalaria Walloon foi mal posicionada e sofreu consideráveis perdas das pistolas inimigas. A cavalaria de de Sylvas se refugiou atrás das carroças de bagagem, enquanto Streiff se voltou para a infantaria espanhola, mas sem muito sucesso.
Na esquerda protestante, Brunswick tinha concentrado a maioria de sua cavalaria, o posicionamento de Cordoba tornou impossível flanquear esta posição, mas Brunswick tinha esperanças de subjugar os espanhóis com um ataque maciço frontal.  A primeira tentativa foi repelida pela cavalaria de Gauchier, mas Brunswick reordenou uma segunda tentativa, a primeira linha foi repelida mas a segunda conseguiu repelir a cavalaria Walloon.  Brunswick voltou-se novamente para a infantaria, mas a sua própria infantaria falhou em adequadamente apoiar o ataque, Tércio de Nápoles guardou este terreno, e cruelmente enfileirou uma fila de mosqueteiros emboscando perto das árvores os cavaleiros protestantes que voltavam em desordem.  Numa tentativa de ataque final, Brunswick estava ferido, e sua cavalaria desmoralizada, finalmente bateu em retirada.  Depois de 5 horas de combate, Mansfeld ordenou uma retirada geral, era meio dia e ele intencionava tomar a estrada que levava a Liège em torno de Córdoba para alcançar Breda.
O exército espanhol estava muito cansado para seguir o inimigo.  Entretanto, no dia seguinte, Córdoba enviou Gauchier com a cavalaria, eles encontraram o exército protestante e os esmagaram ao longo da estrada.  A cavalaria protestante fugiu sem entrar em batalha, deixando a infantaria a sua própria sorte.  Numa coluna de marcha, não podendo se colocar numa posição defensiva, a infantaria foi cortada em fatias. Gauchier também capturou a artilharia e a bagagem do exército, deixando o exército protestante completamente destruído.

## Após a batalha
Os remanescente do exército de Brunswick e Mansfeld, se juntou finalmente ao exército holandês em Breda, após terem feito um terem contornado. Spinola foi compelido a levantar o cerco de Bergen-op-Zoom, mas ele não estava mais em perigo de ser cercado, e o fez com todo o tempo livre, e estava seguro para retirar todo o seu material de cerco e toda a sua bagagem.
Brunswick e Mansfeld serviram apenas por mais três meses para os holandeses, seu grupo indisciplinado não tinha lugar no exército Holandês. Enquanto isso, o exército de Tilly facilmente tomou o Palatinato.